# Mariano Acevedo
Mariano Eli Acevedo Fúnez (ur. 9 stycznia 1983 w El Progreso) – honduraski piłkarz występujący na pozycji pomocnika. Były reprezentant reprezentacji Hondurasu.

## Życiorys

### Kariera klubowa
Większość swojej kariery piłkarskiej spędził w honduraskim klubie CD Marathón z Liga Nacional de Fútbol Profesional de Honduras (2005–2010 i 2011–2013), w sumie dla klubu strzelił 17 goli w 242 meczach ligowych. W 2010 przeszedł do chilijskiego zespołu Deportes Concepción z Primera división B chilena. W maju 2013 zawodnik nie zaakceptował obniżki pensji przez CD Marathón i miał przenieść się do Olimpii lub Motagui. Ostatecznie 1 lipca 2013 podpisał kontrakt z CD Olimpia. W latach 2015–2019 występował w  CD Honduras Progreso.

### Kariera reprezentacyjna
W reprezentacji Hondurasu zadebiutował 6 lutego 2008 na stadionie Estadio Olímpico Metropolitano (San Pedro Sula, Honduras) w wygranym 2:0 meczu towarzyskim przeciwko reprezentacji Paragwaju, zmieniając w 64. minucie Sergio Mendozę. Był uczestnikiem Pucharu Narodów UNCAF 2009, Złotego Pucharu CONCACAF 2009 i Copa Centroamericana 2011. 

## Sukcesy

### Reprezentacyjne
Honduras
- Zdobywca Copa Centroamericana: 2011